# قليعي سيبيري
قليعي سيبيري أو قليعي آسيوي (الاسم العلمي: Saxicola maurus)، طائر من فصيلة خاطفات الذباب. يتكاثر في آسيا المعتدلة وأوروبا الشرقية وفي الشتاء يهاجر إلى المناطق الاستوائية في العالم القديم.

## معرض صور

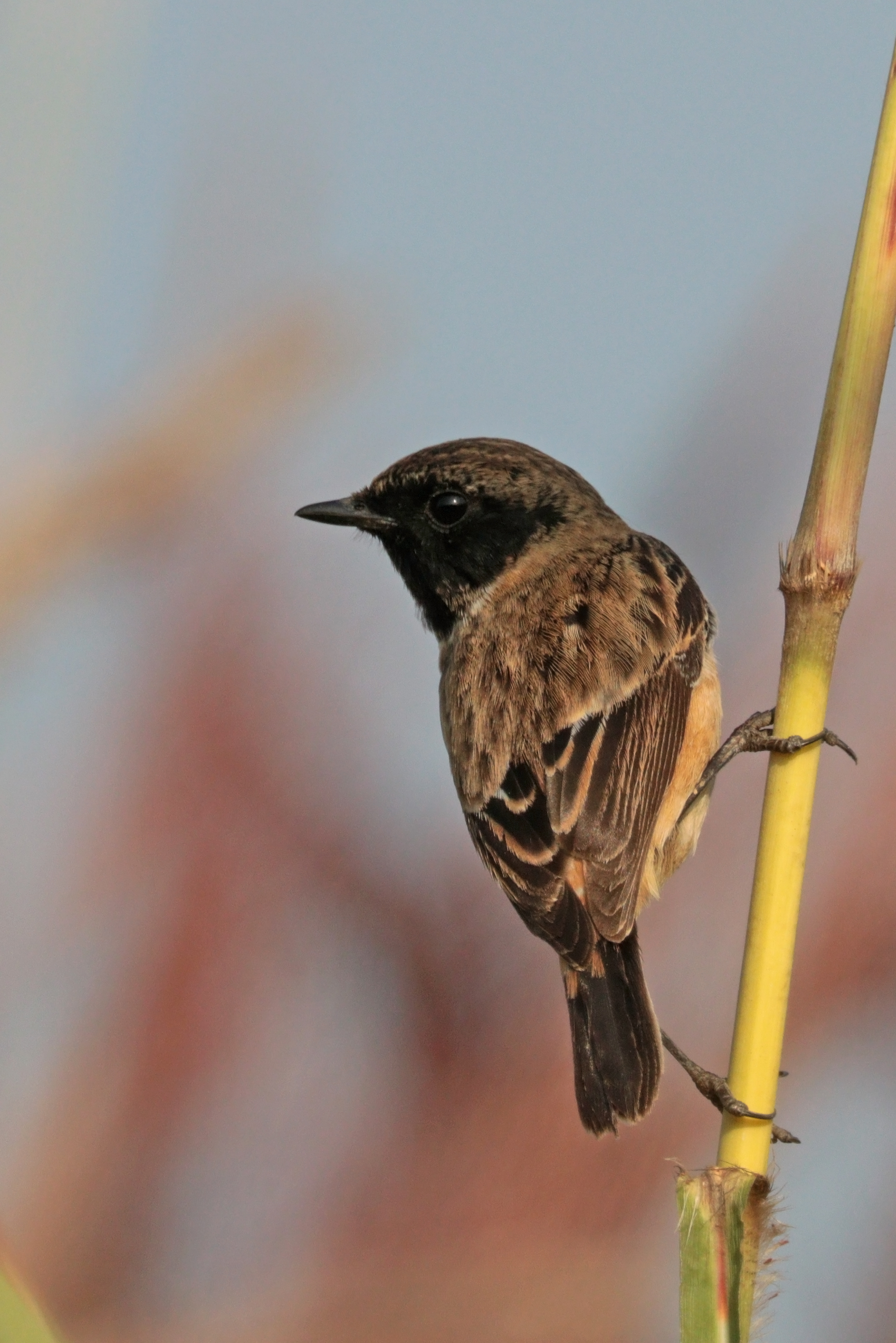
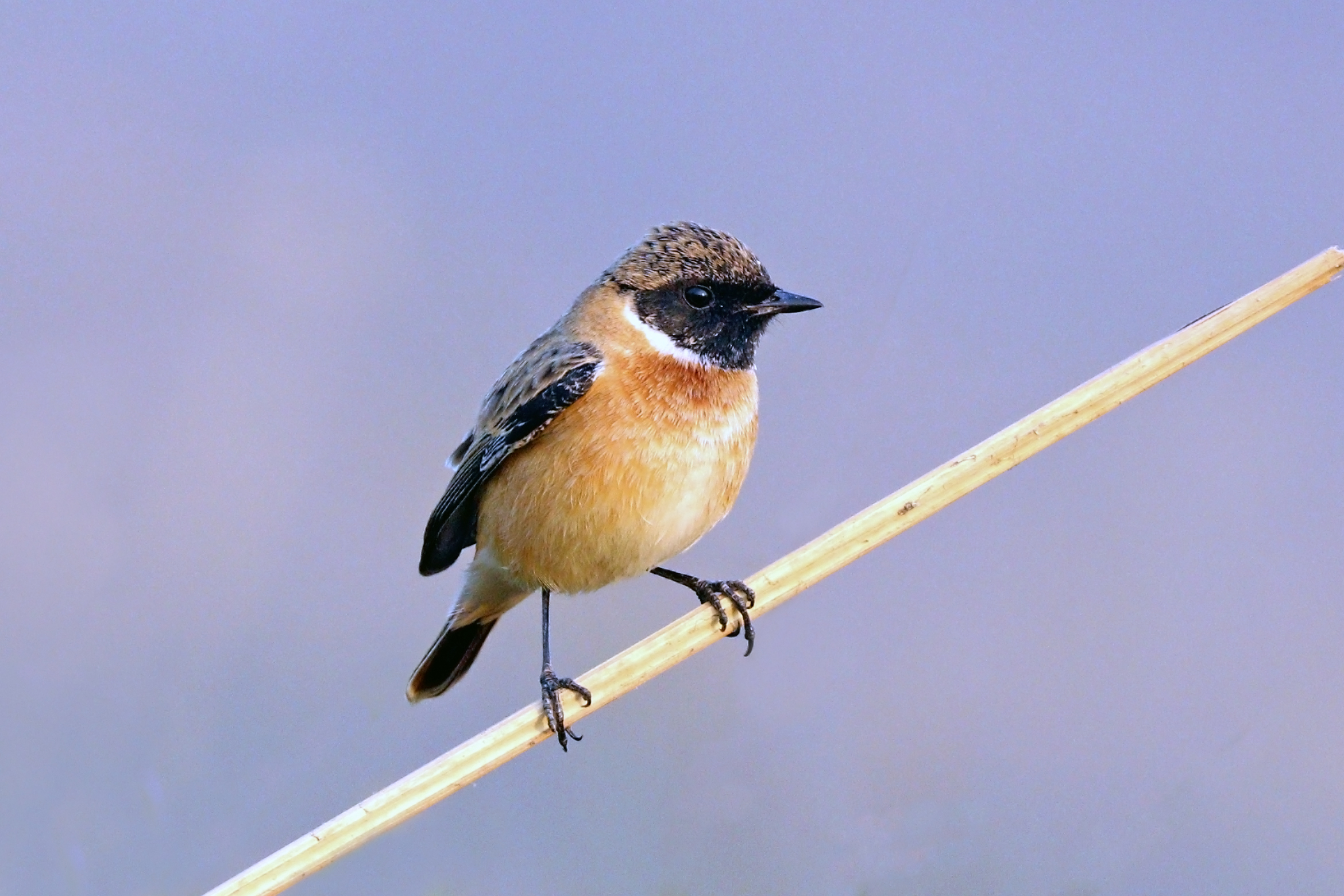
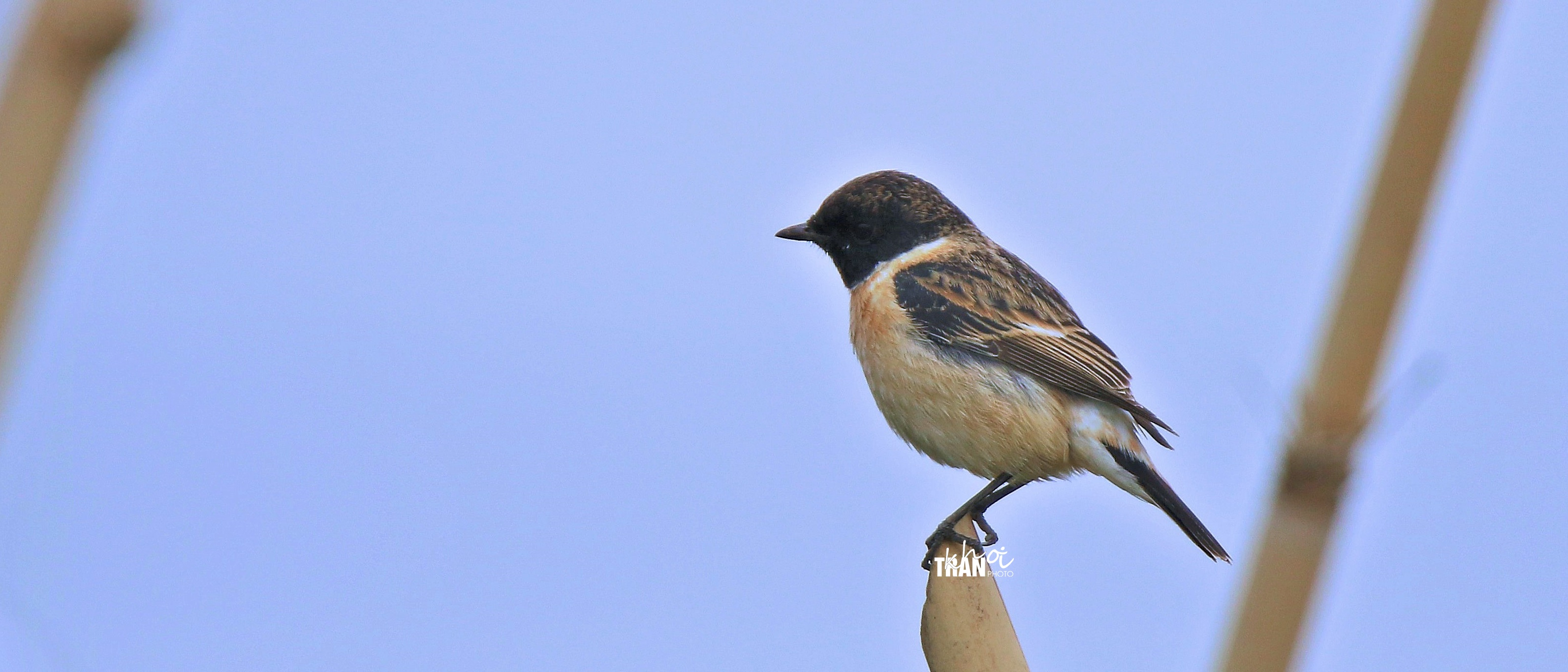